# Ansetzung
Die Ansetzung spielt bei der formalen Erfassung von Dokumenten, wie etwa Büchern in Bibliotheken, eine wichtige Rolle. Ziel der Ansetzung von Erfassungskriterien ist eine einheitliche Schreibweise von Merkmalen, die Ordnungs- und Suchfunktionen übernehmen. Diese Merkmale sind bei Büchern in erster Linie Titel und Autor.

## Zweck
Titel und Namen müssen nach bestimmten Regeln angesetzt werden. So ist es z. B. noch logisch und leicht zu merken, dass der Name eines Autors immer mit dem Nachnamen beginnt, gefolgt von einem Komma und seinem Vornamen. Hat der Autor aber etwa einen Adelstitel im Namen, muss der Bibliothekar sich schon fragen, wie der Name geschrieben wird: „von Siemens, Werner“ oder „Siemens, Werner von“. Die Ansetzung des Namens bestimmt also entscheidend darüber, welchen Platz der Autor im Alphabet und damit im Katalog der Bibliothek einnimmt. Dem Bibliothekar muss die Ansetzungsform des Namens vertraut sein, damit er die formale Erfassung richtig und spätere Recherchen erfolgreich durchführen kann.
Auch beim heute üblichen Einsatz von EDV ist eine einheitliche Ansetzung absolut notwendig, damit beim Recherchieren in der Bibliotheks-Datenbank unter einem bestimmten Namen oder Titel alle relevanten Dokumente zuverlässig gefunden werden, also z. B. alle vorhandenen Werke eines bestimmten Autors. Bei abweichenden Formen wird auf die Ansetzungsform eine Verweisung gesetzt.

## Beispiele
Im Gegensatz zur Ansetzungsform nennt man die Form, in der die Angaben im Dokument, also z. B. auf der Titelseite des Buches, angegeben sind, auch Vorlageform.
Beispiele für eine von der Vorlageform abweichenden Ansetzung sind:
| Name/Titel                 | wird zu                    |
| -------------------------- | -------------------------- |
| Daphne du Maurier          | Du Maurier, Daphne         |
| Critik der reinen Vernunft | Kritik der reinen Vernunft |
| James Earl Carter          | Carter, Jimmy              |

Die Beispiele sind nicht unbedingt als verbindlich anzusehen, weil die Form der Ansetzung von dem verwendeten Regelwerk abhängt.

## Regeln
Für die richtige Ansetzungsform gibt es Regelwerke. In den meisten deutschen Bibliotheken wird Resource Description and Access (RDA) herangezogen, bis circa 2015 wurden vorwiegend die Regeln für die alphabetische Katalogisierung (RAK) verwendet. In der Schweiz werden die bis in die 1990er Jahre dominierenden VSB-Regeln (erstellt von der Vereinigung Schweizerischer Bibliothekare, VSB, heute BBS) zunehmend von den Anglo-American Cataloguing Rules abgelöst.